# Чугуївський район (1923—2020)
Чугу́ївський райо́н — колишній район у центральній частині Харківської області, в долині річки Сіверський Донець, який існував протягом 1923—2020 років і був ліквідований під час Адміністративно-територіальної реформи в Україні. Адміністративним центром було місто Чугуїв. Населення становило 46 867 (на 1 лютого 2012 року).

## Географія
Рельєф — рівнинний, пересічений ярами та балками.
Район межує: на півночі — з Вовчанським, на північному сході та сході — з Печенізьким, на південному сході — з Шевченківським, на півдні — з Балаклійським, на заході — із Зміївським та на північному заході — з Харківським районами Харківської області.
Загальна площа району становить 1148, 61 км² (3,6 % від площі Харківської області).
Територією району протікає 15 річок: Сіверський Донець, Уди, Великий Бурлук, Велика Бабка, Волоська Балаклійка, Середня Балаклійка, Крайня Балаклійка, Студенок, Чуговка, Тетлега, Гнилиця, Роганка, Олега, Бакланка і Таганка. На річці Гнилиця ІІ розташоване Авангардівське водосховище.
Відстань від міста Чугуєва до міста Харкова:
- залізницею — 69 км;
- автошляхом — 41 км.

## Природно-заповідний фонд
На території Чугуївського району існує 8 об'єктів природно-заповідного фонду загальною площею 4006,9 га. Це ландшафтні, ботанічні та ентомологічні заказники.
В 1984 році на площі 248 га було створене лісове заповідне урочище під назвою «Миколаївські насадження». Це унікальний природний комплекс, створений на ярково-балковій системі: насадження штучного походження віком 65-70 років, багатий породний склад, живий ґрунтовий покров представлений великою кількістю видів, існують лікарські рослини. Насадження є притулком великої кількості корисних птахів.
В 1984 році створюються ентомологічні заказники: «Струмок» (в районі села Студенок), «Михайлівський» (біля села Михайлівка), «Мосьпанівський» (в районі села Мосьпанове).
В 1991 році був створений ландшафтний заказник «Кочетоцька лісова дача» в Кочетоцькому лісництві, площа якого становить 2160,3 га. Це рідкісний природний комплекс, який сформувався на водорозділенні річок Тетлежка та Бабка, що впадають в річку Сіверський Донець.
Насадження представлені липовими дібровами природного та штучного походження віком 60-170 років. Різноманітний тваринний світ: тут мешкають лось, олень благородний, кабан, сарна, вовк, лисиця, борсук.
В 1992 році створено ентомологічний заказник під назвою «Кочетоцький» площею 50 га, розташований в районі смт Кочеток. В долині річки Сіверський Донець — багата степова рослинність, різноманітний тваринний світ. На схилах правого берегу зустрічаються понад 100 видів різнотрав'я: конюшина, душиця, звіробій, різні види гвоздики, волошок, коров'яків. Також є льон український, вітряниця лісова, чабрець міловий, ісоп мілів — рослини, які занесені до Червоної книги. У заказнику мешкає багато птахів: озерна чайка, чорна та білокрила качка. Тут гніздяться: качки, крякви, кулики, рідко чирок-трескунок, зрідка зустрічаються лисуха, чапля біла. В період весняно-осінніх міграцій тут зупиняються гуси, сірі журавлі — птиці, які занесені до Червоної книги.
З 1993 року існує ботанічний заказник «Ковиловий степ», створений в районі села Зелений Колодязь для охорони рідкісних та зникаючих видів рослинності, степового ландшафту та корисної для сільського господарства ентомофауни. Площа заказника — 78,0 га.
У 1997 році створено ландшафтний заказник «Малинівський» загальною площею 2256,7 га. Тут, на лівобережних терасах річки Сіверський Донець, ростуть високопродуктивні соснові насадження штучного походження, деякі з них посаджені ще військовими поселенцями на початку XIX століття. У цьому заказнику зберігся багатий рослинний та тваринний світ.
На території населених пунктів Чугуївського району знаходиться 33 пам'ятники історії. З них 25 — це братські могили радянських воїнів.
З 1982 року в смт Кочеток існує унікальний Музей води. В 1987 році музею було присвоєно звання «народний».
На території Чугуївського району знаходяться чотири зареєстровані пам'ятники архітектури.
У селі Гракове на головній площі розташована Свято-Троїцька церква, збудована в 1810 році на місці дерев'яної Троїцької церкви, заснованої у 1769 році. Зараз церква — на реставрації.
В смт Введенка розташована Введенська церква, яка збудована в 1777 році на місті храму XVII століття. Вона належить до унікальних пам'ятників дерев'яного зодчества і є одною з небагатьох в регіоні культових споруд періоду класицизму, поширених у минулому на території лівобережної України.
В селі Коробочкине розташована колишня волосна управа. Час спорудження — початок XIX століття, коли село було центром волості Чугуївського округу військових поселень. Два корпуси, які збереглися, побудовані за єдиним «зразковим» проектом. Корпуси комплексної волосної управи є рідкісною в типологічному відношенні пам'яткою російського класицизму початку XIX століття.
На території Чугуївського району знаходиться Кочетоцька водопровідна станція (нині ВУВГ «Донець»), яка є складною унікальною інженерною спорудою. Складається вона з Печенізького гідровузла, трьох блоків водопровідних споруд Роганської насосної станції і більш ніж 200 км магістральних водопроводів. Історія Кочетоцької водопровідної станції нерозривно пов'язана з історією промислового розвитку та ростом індустріального Харкова. В 1932 році було досліджено річку Сіверський Донець: за всіма показниками його вода могла бути корисною для використання (за умови її очищення). Приймається рішення про будівництво водопроводу на річці Сіверський Донець потужністю 50 тис. м³ води на добу. Для будівництва було обрано ділянку в Кочетку. В 1933 році розпочалося будівництво основних об'єктів. На сьогодні станція постачає м. Харкову 700 тис. м³ води на добу.
В Чугуївському районі в смт Кочеток на автомагістралі Чугуїв — Великий Бурлук знаходиться мостовий перехід через річку Тетлега, довжина якого становить 435,65 м, ширина — 14 м. Проект мосту був розроблений інститутом «Харгіпротранс» в 1986 році, а роботи з його будівництва тривали з 1990 до 1993 роки. Унікальність Кочетоцького мосту полягає в тому, що він розташований на увігнутій вертикальній кривій.

## Історія
Чугуївщина — це овіяна легендами земля, яка протягом багатьох століть була ареною визначних історичних подій. Саме тут слов'янські племена боронили свою землю від кочівників, саме тут водив свої полки князь Ігор, саме тут колись гуляла слава козацька.
Землі Чугуївського району були густо заселеними ще багато тисячоліть тому. Про це свідчать археологічні знахідки як в самому місті Чугуєві, так і в околицях: 3 поселення бронзової доби, скіфські, сарматські, аланські, слов'янські пам'ятники. Є припущення, що на пагорбах, де тепер стоїть Чугуїв, у ХІ-ХІІ століттях було половецьке місто Шарукань, про яке згадувалося в «Слове о полку Игореве» і яке носило ім'я хана Шарукана, верховного половецького вождя. На початку ХІІ століття Володимир Мономах підкорив собі Шарукань, та місто проіснувало до початку ХІІІ століття як слов'яно-аланське поселення, й потім було знищено татаро-монгольським нашестям. Життя на цій землі припинилося до часу відомого як заснування Чугуївського городища.[джерело?]
Чугуїв — одне із найстаріших міст Слобожанщини, засноване у 1638 році загоном козаків на чолі з Яковом Остряницею, які прийшли на ці землі після кровопролитної битви з поляками під Лубнами.
Чугуївський район створений в 1923 році, в 1925 в зв'язку з проведенням реформи він організаційно увійшов в Харківський округ, а в 1932 — в Харківську область.
В різні часи до складу району входили Печенізький, частини Шевченківського, Великобурлуцького та Салтівського районів.
Сама назва міста Чугуїв татарського походження: за однією версією — походить від слова «чуга» — назви чоловічого татарського одягу. За другою, яка належить історику Д. І. Багалею, другу І. Ю. Рєпіна, від слова «чугуне» — межа, прикордонна земля. Окремі землі були роздані стрільцям і козакам, які заснували Малинівку, Кочеток, Покровку, Кам'яну Яругу. Чугуївці займались землеробством, бортництвом, розводили сади.
У XVIII ст. фортеця втратила своє оборонне призначення. Московський цар Петро І оселив тут калмиків та башкирів. Пам'ять про це — в назвах селищ району (Башкирівка, Калмицьке).
Чугуївський полк, який відзначився в Семирічній війні 1756 — 1763 років в основі своїй сформовано з козаків, калмиків та башкирів.
У 1809 році Чугуївський козацький полк став уланським полком регулярної армії. Він брав участь у Бородинській битві, першим вступив до Парижу у війні 1812 року. З 1817 по 1857 роки землі Чугуївського району були центром Слобідсько-Українських військових поселень.
Імена багатьох видатних діячів науки та культури пов'язані з Чугуївським районом. Тут народилися та жили: історик-архівіст В. А. Барвінський, музиканти, композитори та фольклористи О. І. Лизогуб, О. І. Рубець — син чугуївського генерала, український музикант, збирач народних пісень, прототип образу запорожця в картині І. Ю. Рєпіна «Запорожці пишуть листа турецькому султану», один з найвидатніших лікарів Росії першої половини XIX сторіччя Є. О. Мухін, який був активним пропагандистом віспощеплення.
Тісно пов'язані з Чугуївщиною життя та творчість українського поета Степана Васильовича Олександрова, похованого у 1846 році в с. Гракове. Значно відоміша творчість Володимира Степановича Олександрова), сина С. В. Олександрова, який писав п'єси, вірші, оповідання і казки.
За сім кілометрів від центру Чугуївського району, серед дібров та садів, на березі Сіверського Дінця розкинулося селище Кочеток — ровесник Чугуєва. У дореволюційний час Кочеток славився своїми чудодійними джерелами, чудовою природою. На базі мінеральних джерел було утворено бальнеологічний курорт, відкрито (одну з перших в Україні) водолікувальню. Влітку сюди приїздила на лікування та відпочинок заможна публіка — багаті чиновники, купці, офіцери, великі вчені, відомі письменники з Харкова, Москви, Петербурга та інших міст. У багатьох з них в селищі були свої дачі. Мала тут свій будинок відома в наукових колах Москви та Петербургу родина Гротів. Я. К. Грот — російський славіст. У сел. Кочеток жив та помер його син М. Я. Грот — відомий психолог.
Бував у родині Гротів і офіцер Чугуївського уланського полку Яків Петрович де Бальмен — художник, який отримав освіту в Ніжинській гімназії та проходив військову службу в Чугуєві. На Полтавщині, де був маєток Бальменів, він зустрівся з Т. Г. Шевченком. Вони стали друзями. Доля Бальмена склалася трагічно — за своє вільнодумство він був засланий на Кавказ в діючу армію, де загинув від куль горців у 1845 році. Йому було 32 роки. Смерть друга болем відгукнулася в душі Тараса Григоровича. Свої почуття він висловив в поемі «Кавказ».
Далеко за межами Кочетка відоме джерело цілющої води. Багато людей, хто з вірою її приймає, позбавляються своїх хвороб. В стародавні часи поруч з джерелом було побудовано скит, дерев'яну церкву та дзвіницю, а згодом — перлину архітектури другої половини XIX століття храм Володимирської ікони Божої матері. Ця ікона раніше належала Володимиро-Богородській пустині, збудованій на початку XVIII століття недалеко від Чугуєва, на березі Сіверського Дінця. В народі її називали «Иконой явленной». Всесвітньо відомий художник І. Ю. Рєпін (народився в Чугуєві в 1844 році) в своїй книзі «Далекое близкое» згадує, як вони з матінкою два рази на рік — восени та навесні — ходили в Кочеток до джерела, куди стікалися з хоругвами та іконами чисельні паломники. На той час процесію очолював протодиякон Покровського собору в Чугуєві Іван Уланов.
Навесні ікону несли хресним ходом в Чугуїв, а восени назад. Хресний хід залишив глибокий відбиток в душі Рєпіна ще у дитинстві. Пізніше, будучи вже маститим художником, він неодноразово звертався до цієї теми. Так з'явилося його полотнище «Хресний хід в дубовому лісі». В ньому можна впізнати протодиякона Івана Уланова, місцевість та нині діючу церкву, вікові дуби, з яких до нашого часу зберігся лише один. Іван Уланов назавжди залишився в пам'яті І. Ю. Рєпіна. Художник написав його портрет. На Всесвітній виставці в Парижі полотнище «Протодиякон» було удостоєно Великої золотої медалі.
В районі ще багато міст, пов'язаних з ім'ям І. Ю. Рєпіна. Так, в Малинівці, за Дінцем, в місцевій церкві (на жаль, вона не збереглась) І. Ю. Рєпін виконав перше велике замовлення — копію з картини Штейнбена «Голгофа», яка для І. Ю. Рєпіна назавжди стала пам'ятною.
В Мохначах, у 18 верстах від Чугуєва, І. Ю. Рєпін написав ряд акварелі, виконав багато малюнків.
Чугуїв став рідним містом для багатьох видатних військових різних часів. Так, у Чугуївському юнкерському училищі вчився генерал В. М. Баданов, який першим в Радянській Армії був нагороджений орденом Суворова 2-го ступеню за вміле керівництво 24-м танковим корпусом у битві за Сталінград.
Тут починав військову службу командиром взводу майбутній полководець, Герой Радянського Союзу генерал армії М. Ф. Ватутін.
Відоме Чугуївське льотне училище свого часу закінчив один з найвідоміших асів другої світової війни тричі Герой Радянського Союзу І. М. Кожедуб, а також відомий льотчик-випробувач Герой Радянського Союзу Г. К. Мосолов (тест-пілот конструкторського бюро МіГ). Випускник училища льотчик А. Ф. Бабенко першим в світі досяг на гелікоптері Північного полюсу, а І. Г. Поправко підійняв в стратосферу реактивний літак. Закінчив Чугуївське училище (1957 р.) і льотчик-космонавт О. О. Леонов (перша людина у світі, яка вийшла з космічного корабля у відкритий космос), який є почесним громадянином міста. Льотчиками-космонавтами стали вихованці училища двічі Герої Радянського Союзу генерал-майор авіації О. Ф. Філіпченко, полковник В. О. Ляхов, Герої Радянського Союзу полковники Г. Т. Добровольський, В. Г. Лазарев, О. О. Волков.

### Радянсько-німецька війна
Нацистська окупація Чугуївського району тривала майже два роки (з 30 жовтня 1941 року по 13 серпня 1943 року).
З перших її днів до лютого 1943 року в Чугуївському, Печенізькому, частково в Вовчанському і тодішніх Вільховатському і Старосалтівському районах активно діяв партизанській загін І. Г. Білоконя. З листопада 1941 року по червень 1942 року партизани Чугуївщини провели понад 20 боїв, 58 розвідувальних рейдів, вчинили 8 диверсій, знищили кількасот солдатів і офіцерів противника. Командир партизанського загону І. Г. Білоконь за успішне проведення бойових операцій нагороджений орденом «Червоного прапора».
У серпні 1943 року в ході Курської битви Чугуївський район звільнено від німців військами Воронезького фронту. В бойових діях брали участь 26-та танкова бригада 2-го танкового корпусу підполковника П. В. Пискарьова і 1-а гвардійська мотострілецька бригада 1-го гвардійського Донського танкового корпусу Героя Радянського Союзу В. Д. Филипова. Найбільший успіх мала 41-а гвардійська дивізія, 126 полк якої наступав впродовж шосе на с. Кам'яна Яруга, ліворуч нього діяв 124-й полк, 122-й полк вів жорстоку битву на підступах до селища Новопокровка. 13 серпня 1943 року закінчилося остаточне визволення Чугуївського району від німецької окупації.
Шість тисяч жителів Чугуївщини воювали на боці СРСР у роки німецько-радянської війни. Більше чотирьох тисяч з них загинули на полях битв.

## Адміністративний устрій
Район адміністративно-територіально поділяється на 6 селищних рад та 13 сільських рад, які об'єднують 40 населених пунктів та підпорядковані Чугуївській районній раді.

## Політика
25 травня 2014 року відбулися Президентські вибори України. У межах Чугуївського району була створена 31 виборча дільниця. Явка на виборах складала — 44,93 % (проголосували 16 932 із 37 687 виборців). Найбільшу кількість голосів отримав Михайло Добкін — 38,22 % (6 471 виборців); Петро Порошенко — 25,27 % (4 279 виборців), Сергій Тігіпко — 10,34 % (1 751 виборців), Юлія Тимошенко — 5,49 % (929 виборців), Вадим Рабінович — 3,34 % (566 виборців), Олег Ляшко — 3,27 % (554 виборців). Решта кандидатів набрали меншу кількість голосів. Кількість недійсних або зіпсованих бюлетенів — 2,87 %.

## Економіка

### Сільське господарство
Площа сільськогосподарських угідь (по всіх товаровиробниках, включаючи підсобні господарства) становить 81,9 тис. га. З них:
- ріллі — 66,9 тис.га;
- зрошуваних земель — 9,1 тис.га;
- пасовищ — 7,2 тис.га.

Стрижнем економіки району є сільське господарство. Протягом останніх років виконано низку програм, які були спрямовані на розвиток району та дозволили забезпечити стабільно високі показники виробництва сільськогосподарської продукції.
В основі успіху району — професіоналізм керівників, хліборобів, висока організація праці, а також застосування інтенсивних технологій рослинництва, впровадження нових сортів та гібридів, засобів захисту рослин. Завершується реформування аграрного сектора економіки. Власниками земельних паїв стали майже 9 тис. громадян. 98 % селян передали свої земельні ділянки в оренду новоствореним сільгосппідприємствам і фермерським господарствам, близько 200 родин відокремилися в індивідуальні господарства. Видано 95 % державних актів на право приватної власності на землю.
Селянам району передано у власність майже 50 тис. га землі. Кількість сільськогосподарських підприємств, незалежно від форм власності, — 23, фермерських господарств — 30.
Структура сільськогосподарського виробництва в районі: рослинництво — 68,6 %, тваринництво — 31,4 %. В структурі посівних площ щорічно, як правило, переважають зернові й кормові культури. Вирощуються також цукрові буряки, соняшник, картопля та овочі.
Станом на 1 грудня 2006 р. в районі зібрано кукурудзи на силос на площі 3,1 тис. га, заготовлено зеленої маси 61,8 тонни при урожайності 201 ц/га. Заготовлено сіна 6 тис. тонн, що становить 109 % до плану, сінажу — 3,1 тис. тонн (174 %).
Заготовлено кормів (без урахування концентрованих) — 16,7 тис. тонн корм. одиниць, або 87,6 % до плану, що становить 21,4 ц кормових одиниць на 1 умовну голову.
Цукрових буряків з площі 1,8 тис. га зібрано 53,8 тис. тонн при урожайності 293,8 ц/га. Соняшнику із загальної площі 8,9 тис. га намолочено 19,0 тис. тонн при урожайності 22,2 ц/га.
Сільгосппідприємствами району посіяно озимих під врожай 2007 року 12636 га, в тому числі на зерно — 12287, на всій площі отримано добрі сходи, що дає надію на добрий урожай в майбутньому.
Виорано на зяб у районі 40,0 тис. га, або 98,5 % до плану, в тому числі по сільгосппідприємствах — 28,7 тис. га, або 98,6 %. Парів зорано 5800 га, або 61,1 %.
Всі господарства району завершили підготовку техніки на тривале зберігання до весняно-польових робіт та ведуть її ремонт згідно з планом. На сьогодні уже відремонтовано ґрунтообробної техніки майже 90 %.
Галузь тваринництва по сільгосппідприємствах району налічує: великої рогатої худоби — 10160 голів, в тому числі корів — 3111, свиней -, птиці — 94666.
З початку року поголів'я збільшилося:
- корів — на 161 гол., або 6,0 %,
- свиней — на 4837 гол., або 5,1 %,
- птиці — на 16912 гол.

Загальна кількість ВРХ зменшилась на 319 голів, або на 3,0 %.
Сільгосппідприємствами вироблено:
- м'яса худоби та птиці (у живій вазі) 11,9 тис. тонн, що у півтора рази більше в порівнянні з аналогічним періодом минулого року,
- молока — 14,1 тис. тонн, зменшення на 2 %,
- курячих яєць — 8,4 млн штук.

Продуктивність дійної череди збільшилася відносно рівня аналогічного періоду минулого року на 5 % і склала 4619 кг молока від однієї корови по середньому поголів'ю.
Середньодобові прирости ВРХ склали 388 г, що більше на 28 г, свиней — 420 г, що більш на 76 г аналогічного періоду минулого року.
Сільськогосподарськими підприємствами вироблено валової продукції (в порівняльних цінах 2000 року) 123,1 млн грн., в тому числі в рослинництві — 42,9 млн грн., в тваринництві — 80,2 млн грн., що становить до аналогічного періоду минулого року відповідно: 111,1 %, 87,7 %, 124,7 %.
Середньомісячна оплата праці працівників сільгосппідприємств району за 10 місяців становить 915 грн., що більше аналогічного періоду минулого року на 304 грн., або 49,7 %.

### Промисловість
На сьогодні в районі діють 11 промислових підприємств різних галузей, загальна доля яких в обсязі виробництва району становить:
- переробна — 56 % (державне підприємство «Новопокровський КХП» — 35,7 %, ТОВ «Граківський КХП» — 17,8 %, ВСАТ АК «Слобожанський» — 2,3 %)
- харчова — 6 % (ВАТ «Чугуївський молокозавод» — 2,5 %, ПП «Чугуївський завод мінеральних вод» — 1,6 %, ТОВ «Слобожанський продкомбінат» — 0,9 %, ПП «Алекс» — 0,6 %)
- електроенергетика — 18,2 % (державне підприємство ТЕЦ-2 «Есхар»)
- оброблення металу — 17 % (ЗАТ «KGS & Co»)
- фармацевтична — 1,2 % (ТОВ «Зооветеринарний центр»)
- будівельна — 1,6 % (ЗАТ «Новопокровський ЗЗБК»)

За 2006 рік промисловими підприємствами району вироблено продукції на суму 267,3 млн грн. (в порівняних цінах). Темп зростання обсягів промислового виробництва району за 2006 рік в порівнянні з минулим роком склав 97,8 %.
Збільшення обсягів виробництва в порівнянні з минулим роком мають підприємства: ЗАТ «Новопокровський ЗЗБК» — в 2,2 рази, ТОВ «Зооветеринарний центр» — на 72 %, ПП «Чугуївський завод мінеральних вод» — на 66 %, ЗАТ «KGS&Co» — на 9,2 %, державне підприємство ТЕЦ-2 «Есхар» — на 11 %, державне підприємство «Новопокровський КХП» — на 4,5 %.
Не досягли рівня минулого року підприємства: ТОВ «Слобожанський продкомбінат» — на 31 %, ПП «Алекс» — на 26 %, ВСАТ АК «Слобожанський» — на 18,4 %, ТОВ «Граківський КХП» — на 6,7 %, ВАТ «Чугуївський молокозавод» — на 0,8 %.
В грудні порівняно з листопадам поточного року темп зростання обсягів промислового виробництва району становив 105,8 %.

### Бізнес
За 2006 рік в районі зареєстровано 226 фізичних осіб і 8 підприємств малого та середнього бізнесу. За видами діяльності більшість фізичних осіб зосереджена в галузях: торгівля — 43,8 %, надання послуг — 26,5 %, сільське господарство — 12,8 %, промисловість — 11 %. В цілому в районі кількість підприємців — фізичних осіб становить 1372 чоловіка, з них 1140 працюючих (83,1 % від загальної кількості). В порівнянні з 2005 роком — зростання на 13,6 %.
Динаміку зростання має кількість підприємств малого та середнього бізнесу. Проти попереднього року зростання становить 14,4 % (всього — 127). В цілому в сфері малого бізнесу працює 3067 чоловік.
В середньому по району на 10 тис.осіб наявного населення припадає 26 малих підприємств, що на 3 підприємства більше ніж у 2005 році.
В районі діють спрощені процедури реєстрації підприємницької діяльності та видачі документів дозвільного характеру за принципом організаційної єдності. Послугами Єдиного реєстраційного вікна скористалось 340 об'єктів господарювання. Районними дозвільними органами видано суб'єктам господарювання 373 документи дозвільного характеру.
В Єдиний державний реєстр України включено 203 юридичні особи (40,4 % від загальної кількості осіб, що знаходяться на обліку в податковій інспекції) та 494 фізичні особи (51 %).

## Транспорт
Районом проходить автошлях E40М03.

## Населення
Розподіл населення за віком та статтю (2001):
| Стать | Всього | До 15 років | 15-24 | 25-44 | 45-64 | 65-85 | Понад 85 |
| --- | ------ | ----------- | ----- | ----- | ----- | ----- | -------- |
| Чоловіки | 23 523 | 4100        | 3618  | 6834  | 6028  | 2844  | 99       |
| Жінки | 27 541 | 3881        | 3283  | 7012  | 7347  | 5499  | 519      |
| \| Статево-вікова піраміда \| Статево-вікова піраміда \| Статево-вікова піраміда \| \| ----------------------- \| ----------------------- \| ----------------------- \| \| Чоловіки \| Вік \| Жінки \| \| 99 \| 85 + \| 519 \| \| 145 \| 80-84 \| 568 \| \| 519 \| 75-79 \| 1429 \| \| 1122 \| 70-74 \| 2015 \| \| 1058 \| 65-69 \| 1487 \| \| 1712 \| 60-64 \| 2618 \| \| 789 \| 55-59 \| 1066 \| \| 1646 \| 50-54 \| 1689 \| \| 1881 \| 45-49 \| 1974 \| \| 2049 \| 40-44 \| 2109 \| \| 1703 \| 35-39 \| 1855 \| \| 1525 \| 30-34 \| 1465 \| \| 1557 \| 25-29 \| 1583 \| \| 1666 \| 20-24 \| 1511 \| \| 1952 \| 15-20 \| 1772 \| \| 1871 \| 10-14 \| 1729 \| \| 1243 \| 5-9 \| 1251 \| \| 986 \| 0-4 \| 901 \| |        |             |       |       |       |       |          |
| Статево-вікова піраміда |        |             |       |       |       |       |          |
| Чоловіки | Вік    | Жінки       |       |       |       |       |          |
| 99 | 85 +   | 519         |       |       |       |       |          |
| 145 | 80-84  | 568         |       |       |       |       |          |
| 519 | 75-79  | 1429        |       |       |       |       |          |
| 1122 | 70-74  | 2015        |       |       |       |       |          |
| 1058 | 65-69  | 1487        |       |       |       |       |          |
| 1712 | 60-64  | 2618        |       |       |       |       |          |
| 789 | 55-59  | 1066        |       |       |       |       |          |
| 1646 | 50-54  | 1689        |       |       |       |       |          |
| 1881 | 45-49  | 1974        |       |       |       |       |          |
| 2049 | 40-44  | 2109        |       |       |       |       |          |
| 1703 | 35-39  | 1855        |       |       |       |       |          |
| 1525 | 30-34  | 1465        |       |       |       |       |          |
| 1557 | 25-29  | 1583        |       |       |       |       |          |
| 1666 | 20-24  | 1511        |       |       |       |       |          |
| 1952 | 15-20  | 1772        |       |       |       |       |          |
| 1871 | 10-14  | 1729        |       |       |       |       |          |
| 1243 | 5-9    | 1251        |       |       |       |       |          |
| 986 | 0-4    | 901         |       |       |       |       |          |

Населення Чугуївського району — 49,1 тис. чоловік (1,7 % населення Харківської області). У тому числі:
- міського — 28,0 тис. чоловік;
- сільського — 21,1 тис. чоловік.

Пенсіонерів у районі — 14,9 тис. чоловік (30,3 % до наявного населення). З них:
- за віком — 10,9 тис. чоловік (73,2 %);
- за інвалідністю — 2,2 тис. чоловік (14,8 %).

Щільність населення в районі — 44 чоловіки на 1 км².
Рівень народжуваності — 7,8 чол. на 1 тис.
Рівень смертності — 20,9 чол. на 1 тис.
За даними перепису 2001 року 57 % населення району становлять українці (29281 чол.), 41 % — росіяни (20699 чол.) і 2 % — громадяни інших національностей (1097 чол).
Зараз в районі 40 населених пунктів, які об'єднані в 6 селищних та 13 сільських рад.

## ЗМІ
У Чугуївському районі зареєстровані 2 засоби масової інформації — громадсько-інформаційна газета Чугуївщини «Красная звезда» і телерадіокомпанія Чугуївщини «Слобожанка». Наклад газети становить у середньому 4,5 тис. примірників, видається вона двічі на тиждень. Телеаудиторію «Слобожанки» становлять близько 100 тис. глядачів, радіо — 8,5 тис. слухачів. Обидва засоби масової інформації мають комунальну форму власності.
Крім районних ЗМІ, видається щоденна міська інформаційна газета «Новости Чугуева» (наклад близько 2 тис. примірників). Інформаційний простір Чугуївщини доповнюють також 3,9 тис. радіоточок проводового мовлення.

## Гуманітарні питання
В Чугуївському районі 31 медичний заклад: 1 центральна районна, 2 міські, 1 сільська лікарні, 14 амбулаторій сімейного типу, 10 ФАПів, 3 здравпункти.
Кількість лікарів усіх спеціальностей становить 25 та середнього медичного персоналу 70 на 10 000 населення.
Ліжковий фонд становить 490 ліжок, що достатньо для забезпечення лікування хворих з гострими захворюванням, які потребують невідкладної допомоги і планового оперативного втручання. В районі відкрито 110 ліжок денного стаціонару.
При ФАПах та амбулаторіях діють аптеки та аптечні пункти.
В районі працюють 23 загальноосвітні школи, із них І-ІІІ ст. — 19, І-ІІ ст. — 3, один навчально-виховний комплекс, одна гімназія, одна вечерня школа, 3 позашкільні та 6 дошкільних закладів. При 3 загальноосвітніх школах працюють дошкільні групи. 100 % загальноосвітніх шкіл мають комп'ютерні класи. Регулярно користуватися мережею Інтернет мають можливість учні 19 шкіл.
Мережу закладів культури району становлять: районний будинок культури, 19 сільських будинків культури, 28 бібліотек, 2 громадських музеї, 1 приватна картинна галерея, 59 пам'яток культурної спадщини.
З 322 колективів художньої самодіяльності, що працюють на ниві аматорського мистецтва, 4 колективи мають почесне звання «Народний».
В районі діють дві ДЮСШ, в яких займаються майже півтори тисячі дітей, що становить 25 % загальної кількості дітей району. Працюють спортивні секції та туристичні гуртки при навчальних закладах та районному центрі туризму, краєзнавства та екскурсій. В районі діють три тренажерних зали (смт Малинівка, смт Чкаловське, смт Новопокровка) і 2 спортивних комплекси (при Новопокровському КХП та на базі Агрокомбінату «Слобожанський» у смт Чкаловське). В кожному залі займаються понад 200 чоловік.
Найкращий спортивно-оздоровчий комплекс району створено на базі Новопокровського КХП. Він обладнаний тренажерним залом, залом для двоборств та приміщенням для занять настільним тенісом.
Спортсмени району регулярно беруть участь у чемпіонатах України та міжнародних турнірах.
В районі також працюють п'ять спортклубів за місцем проживання, в тому числі: Чугуївська спілка радіоаматорів «Радіохвиля», Чугуївський районний осередок Федерації з військово-спортивного багатоборств «Рись» тощо.

## Релігійні громади
Згідно з державним реєстром в Чугуївському районі діють 18 релігійних громад, а саме:
- Свято-Покровська, Української православної церкви Московського патріархату (смт Новопокровка);
- Володимирської Ікони Божої Матері, Української православної церкви Московського патріархату (смт Кочеток);
- Архангела Михаїла, Української православної церкви Московського патріархату (смт Малинівка);
- Свято-Введенська, Української православної церкви Московського патріархату (смт Введенка);
- Свято-Успенська, Української православної церкви Московського патріархату (с. Коробочкине);
- Архангела Михаїла, Української православної церкви Московського патріархату (с. Леб'яже);
- Свято-Іоанно-Богословська, Української православної церкви Московського патріархату (с. Тернове);
- Свято-Успенська, Української православної церкви Московського патріархату (смт Есхар);
- Свято-Троїцька, Української православної церкви Московського патріархату (с. Волохів Яр);
- Свято-Троїцька, Української православної церкви Московського патріархату (с. Гракове);
- Свято-Казанської Ікони Божої Матері, Української православної церкви Московського патріархату (смт. Чкаловське);
- Успенська, Української православної церкви Московського патріархату (с. Стара Покровка);
- Свято-Покровська, Української православної церкви Московського патріархату (с. Велика Бабка);
- Свято-Миклаївська, Української православної церкви Московського патріархату (с. Кам'яна Яруга);
- Свідків Ієгови (смт Кочеток);
- Євангельських християн-баптистів (с. Волохів Яр);
- Євангельських християн-баптистів (с. Мосьпанове);
- Євангельських християн-баптистів (смт Чкаловське).

В районні зареєстровано 29 громадських організацій, 49 структурних утворень політичних партій
та 3 благодійних фонди.

## Пам'ятки
- Пам'ятки археології Чугуївського району
- Пам'ятки історії Чугуївського району